# DisneyQuest

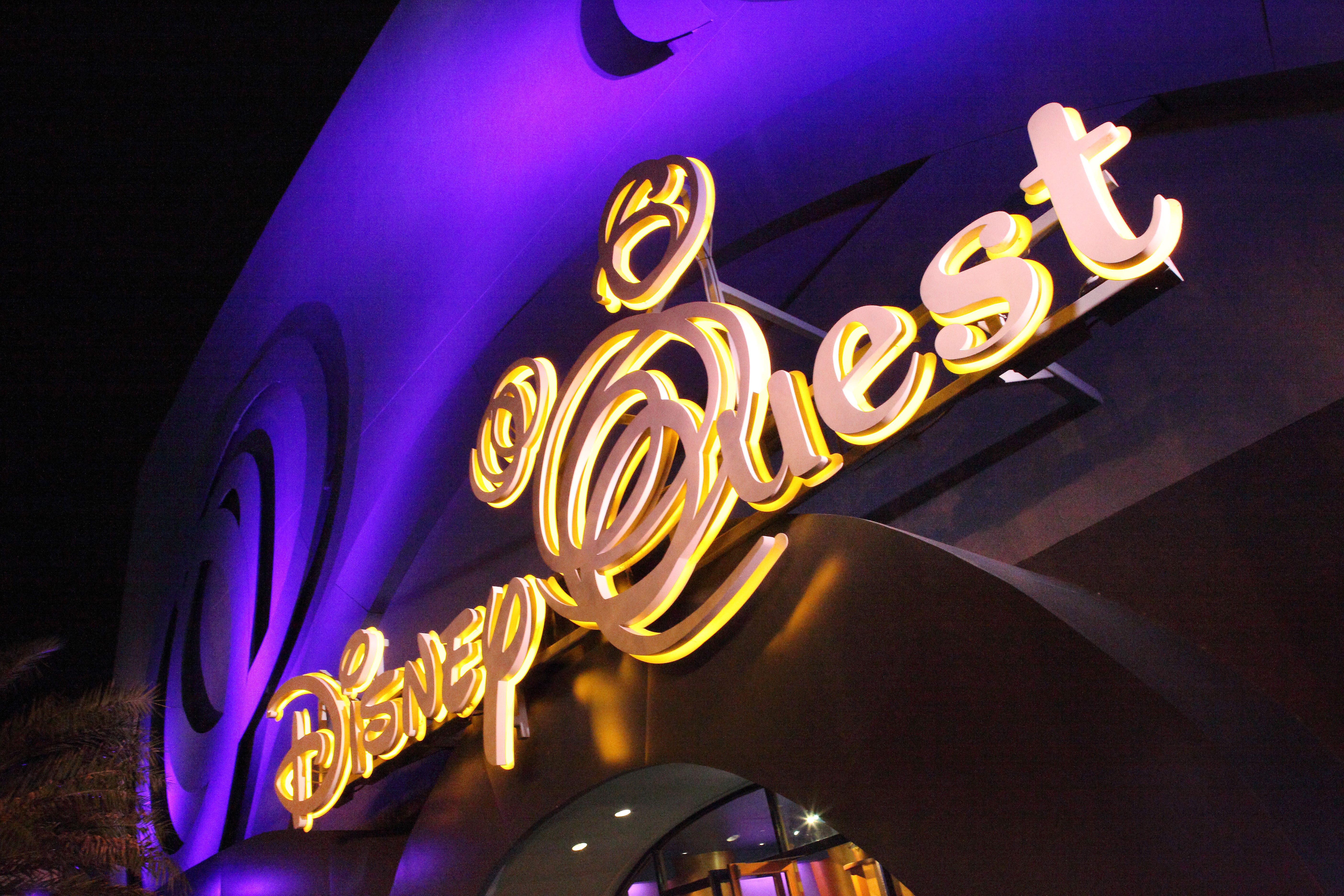
Disney Quest Logo am ehemaligem Standort in Disney Springs.

DisneyQuest war eine Kette von interaktiven Indoor-Themenparks in den Vereinigten Staaten, die von der Disney Regional Entertainment, einer Tochtergesellschaft von Walt Disney Parks and Resorts, betrieben wurde. Das DisneyQuest-Projekt wurde entwickelt, um die Marke Disney auch in Bevölkerungsgruppen zu bringen, die nicht die Möglichkeit hatten, zu den verschiedenen Themenpark-Destinationen zu reisen. Es war darauf ausgelegt, große Städte und urbane Gebiete anzusprechen. Hätte sich das Projekt fortgesetzt, hätte Disney Standorte in vielen großen Städten der USA wie Philadelphia und Baltimore gebaut. Tatsächlich wurden jedoch nur zwei Standorte errichtet: einer in Walt Disney World und ein wesentlich kurzlebigere in Chicago.
Es handelt sich um riesige interaktive Videospielhallen, ähnlich denen, die Sega Anfang der 1990er Jahre betrieben hat. Disney nutzte die Synergien seiner Tochtergesellschaften, insbesondere Walt Disney Imagineering und Disney Interactive, um dieses Konzept zu entwickeln.

## Geschichte
DisneyQuest eröffnete erstmals am 19. Juni 1998 als Teil einer großen Erweiterung des Downtown Disney Entertainment-Distrikts (heute Disney Springs) im Bereich Downtown Disney West Side und war als erster Standort einer geplanten größeren Kette gedacht.
Der erste DisneyQuest-Standort außerhalb eines Resorts öffnete am 16. Juni 1999 in Chicago mit Plänen für weitere Standorte weltweit. Der Standort in Chicago befand sich in einem Stadtteil namens North Bridge, wo etwa einen Monat später auch eine ESPN Zone, eine weitere Kette von Disney Regional, eröffnet wurde. Das Gebäude erstreckte sich über fünf Etagen und lag an der Adresse 101 East Ohio Street. Die Fläche betrug etwa 9.000 m².
Am 9. Dezember 1998 kündigte Disney Regional Philadelphia als neuen Standort an, der Teil des Pavilion at Market East-Projekts war, entwickelt von der Goldenberg Group auf dem ehemaligen Gelände eines Gimbels-Kaufhauses. Dieser Standort sollte ursprünglich im Sommer 2000, später dann im Frühjahr 2001 eröffnen und eine Fläche von etwa 8.000 m² haben.
Der Standort in Chicago schloss jedoch dauerhaft am 4. September 2001 nach nur 2 Jahren und 3 Monaten Betrieb aufgrund geringer Besucherzahlen sowie anderer umfassender Probleme. Obwohl der Standort Gewinne generierte, reichte dies für Disney nicht aus. Nach dem Scheitern von DisneyQuest Chicago wurde das DisneyQuest-Projekt offiziell beendet. Der Bau in Philadelphia wurde abgebrochen, was jahrelang ein großes Loch hinterließ; dieses wurde später aufgefüllt und der Platz wurde zu einem Parkplatz. Nach der Schließung des Chicago-Standorts übertrug Disney Regional Entertainment die Kontrolle über den verbleibenden Standort an die Walt Disney World Operations. Weitere Projekte, etwa für das Disney Village in Frankreich oder Downtown Disney im Disneyland Resort sowie bis zu 30 DisneyQuest-Standorte weltweit, wurden ebenfalls aufgegeben.
Am 30. Juni 2015 gaben Disney-Verantwortliche bekannt, dass der Standort in Walt Disney World im Jahr 2016 im Rahmen der Umgestaltung von Downtown Disney zu Disney Springs schließen würde. Ein Sprecher der Gewerkschaften, die Disney-Mitarbeiter vertreten, erklärte, dass die betroffenen Arbeiter an andere Positionen versetzt würden. Das Gelände sollte in eine neue Attraktion umgewandelt werden, die sich am Thema NBA orientiert, nachdem diese ihren vorherigen Standort bei Universal CityWalk verlassen hatte. Am 30. Januar 2017 wurde schließlich bestätigt, dass DisneyQuest am 2. Juli 2017 schließen würde, um den Bau der NBA Experience zu ermöglichen. Der letzte Betriebstag von DisneyQuest war der 2. Juli 2017, und das Gebäude wurde wenige Monate später abgerissen.
Der Ersatz, die NBA Experience, wurde am 12. August 2019 offiziell eröffnet. Aufgrund der COVID-19-Pandemie schloss die Attraktion jedoch im März 2020, und im Oktober desselben Jahres wurden alle Mitarbeiter entlassen. Am 16. August 2021 gab Disney bekannt, dass die NBA Experience nicht wiedereröffnen würde. Am 19. Februar 2025 wurde berichtet, dass Level99, eine Escape-Room-Attraktion, die NBA Experience ersetzen würde.

## Konzept
DisneyQuest war ein „interaktiver Indoor-Themenpark“ mit einer Fläche von etwa 10.000 m², der sich über fünf Etagen erstreckte und in vier Zonen (im Disney-Jargon „Lands“) unterteilt war. Dazu gehörten eine Boutique und ein Restaurant. Der Eintritt kostete etwa 42 US-Dollar. Nach dem Betreten des riesigen türkisfarbenen Gebäudes gelangte man durch den Eingang direkt auf das dritte Level, den Ventureport. Dieser fungierte als zentrale Ebene, die über Brücken mit den verschiedenen Zonen verbunden war.
- Explore Zone – Dies war das virtuelle Adventureland, in dem Besucher Exotik und längst verschwundene Völker entdecken konnten. Es nahm hauptsächlich das erste und zweite Level ein.
- Score Zone – Diese Zone war wie eine Stadt gestaltet, in der Superhelden gegen Schurken kämpfen. Besucher traten in Matches an, um den Besten zu ermitteln. Sie erstreckte sich über die linke Seite der oberen drei Level.
- Create Zone – Ein Bereich für kreative Entfaltung, ein privates Imagineering-Studio, das den größten Teil des zweiten Levels einnahm.
- Replay Zone – Ein karnevalartiger, retro-futuristischer Bereich mit klassischen Spielen, der die rechte Seite der oberen drei Level einnahm.
- FoodQuest – Ein Restaurant auf dem fünften Level mit leichten Mahlzeiten, Sandwiches, Salaten, Pizzen und Desserts, betrieben von der Cheesecake Factory.
- DisneyQuest Emporium – Eine Boutique.

## Galerie

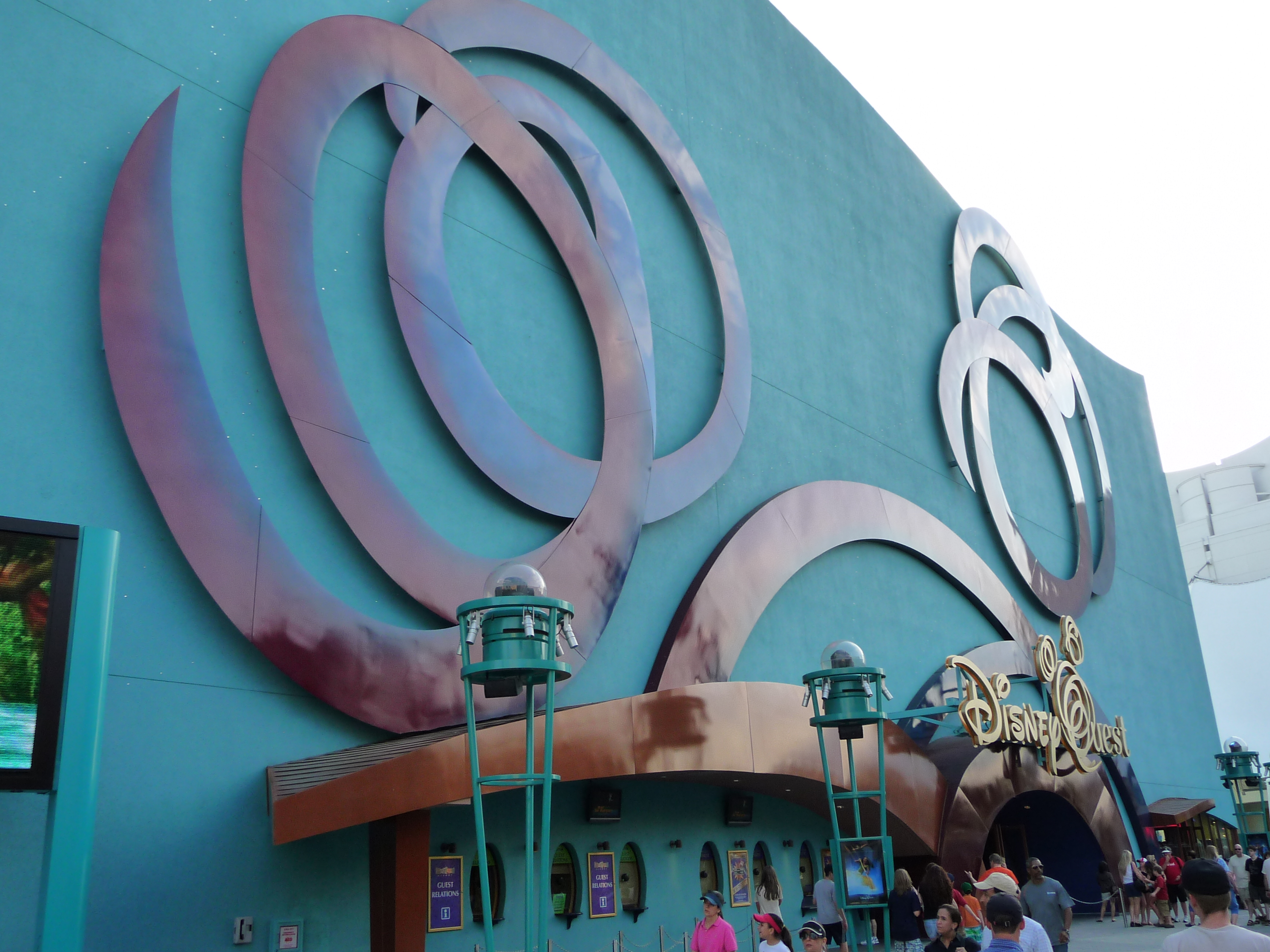
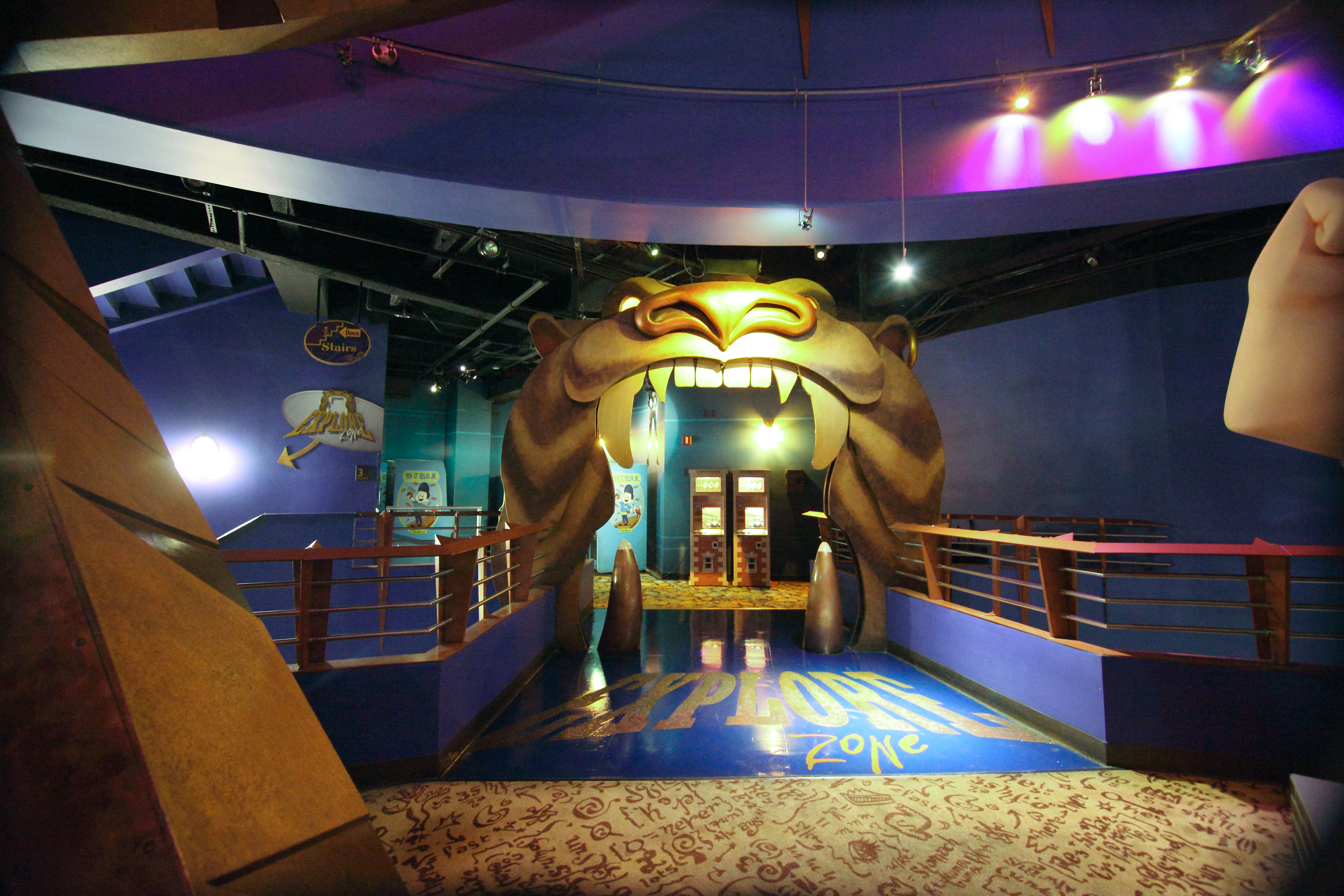
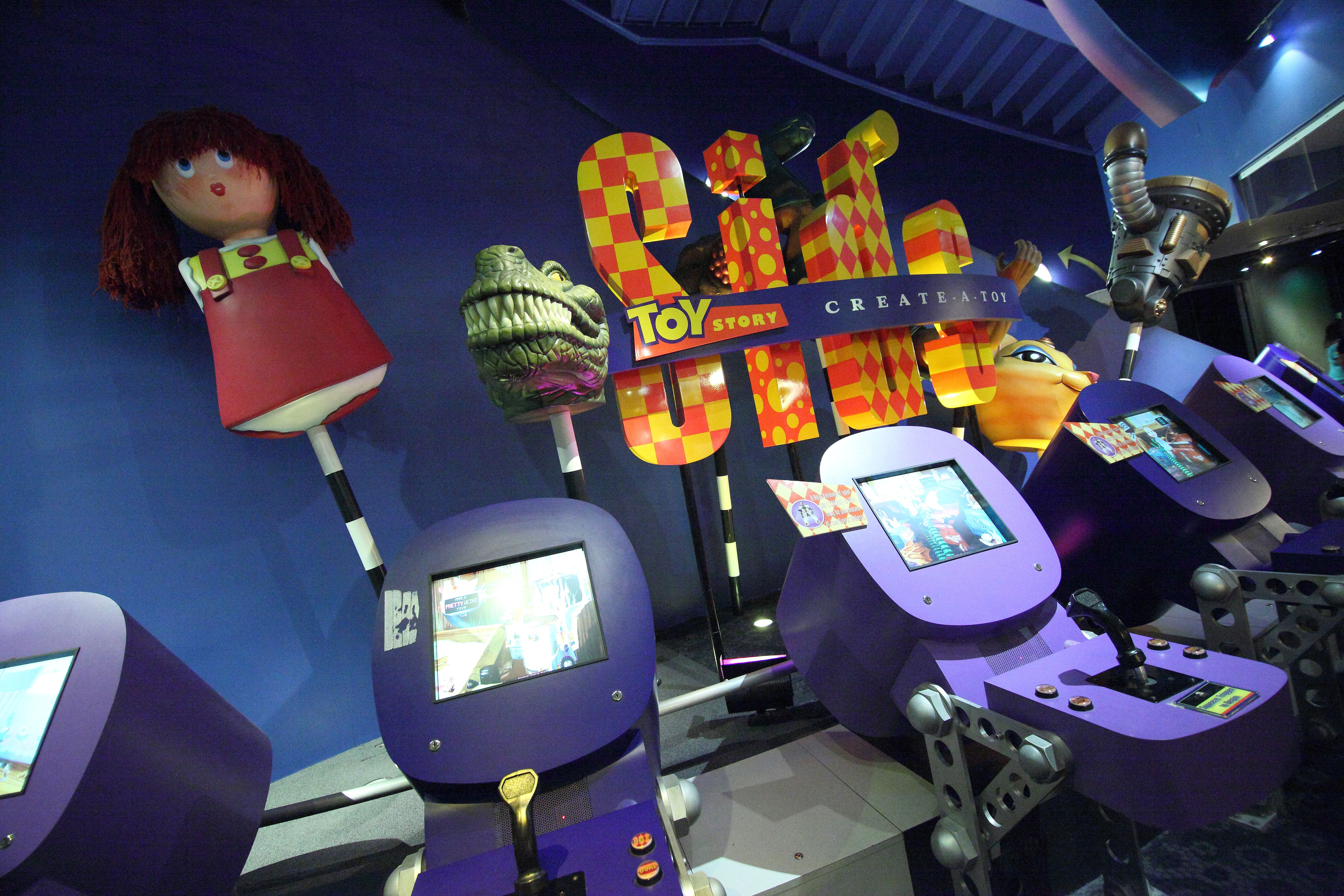